# Bob ai IV Giochi olimpici giovanili invernali
Le gare di bob ai IV Giochi olimpici giovanili invernali del Gangwon 2024 si sono svolte il 21 e il 26 gennaio all'Alpensia Sliding Centre di Daegwallyeong, in Corea del Sud. Sono state disputate due gare: il monobob femminile e quello maschile.

## Podi

### Ragazze
| Evento  | Oro        | Tempo   | Argento        | Tempo   | Bronzo        | Tempo   |
| Monobob | Maja Voigt | 1'53"31 | Agnese Campeol | 1'54"17 | Mihaela Anton | 1'54"34 |

### Ragazzi
| Evento  | Oro         | Tempo   | Argento          | Tempo   | Bronzo      | Tempo   |
| Monobob | So Jae-hwan | 1'48"63 | Jonathan Lourimi | 1'49"96 | Chi Xiangyu | 1'50"18 |